# Mariene ecoregio Westelijk Sumatra
De Mariene ecoregio Westelijk Sumatra (111) (Engels: Western Sumatra marine ecoregion) is een biogeografische regio en ligt in het noordoosten van de Indische Oceaan in de Mariene provincie Andamanen (24) in het Marien rijk Westelijke Indo-Pacific. De mariene ecoregio is vastgesteld door het World Wide Fund for Nature en The Nature Conservancy en is vernoemd naar Sumatra.
In het noordwesten grenst het gebied aan de mariene ecoregio Andamanen en Nicobaren (109), in het noordoosten aan de mariene ecoregio Straat Malakka (118) en in het zuidoosten aan de mariene ecoregio Zuidelijk Java (119). Naar het noordoosten ligt de mariene ecoregio Andamanse Zee Koraalkust (110).

## Geografie
De mariene ecoregio ligt in het noordoosten van de Indische Oceaan voor een stuk van de westkust van Indonesië. Het gebied strekt zich uit van Bireuen, rond de noordwestelijke kop van het eiland Sumatra (in de Andamanse Zee), tot aan de stad Bengkulu in het zuiden van het eiland. Het gebied omvat eveneens de eilanden op ongeveer 125 kilometer voor de westkust.
Door het gebied stromen de Indische moessonstroom en de Zuid-Javastroom.

## Biogeografie
Het gebied kent zeeleven dat houdt van tropische temperaturen.